# Shai Hope
Shai Diego Hope (* 10. November 1993 in Saint Michael, Barbados) ist ein barbadischer Cricketspieler, der sei 2015 für das West Indies Cricket Team spielt.

## Kindheit und Ausbildung
Shai ist der jüngere Bruder des ebenfalls für die West Indies spielende Kyle Hope. Nachdem er ein Stipendium gewonnen hatte, ging er vorübergehend in Sussex in England zur Schule und spielte kurzzeitig mit dem Gedanken, dort zu verbleiben.

## Aktive Karriere

### Anfänge in der Nationalmannschaft
Sein First-Class-Debüt gab Hope in der Saison 2012/13 für Barbados. Es waren dann die Leistungen in der Saison 2014/15, die ihn für die Selektoren der West Indies interessant machten. Das Nationalmannschaftsdebüt erfolgte dann beim dritten Test der Tour gegen England im Mai 2015. Sein Debüt im ODI-Cricket absolvierte er im November 2016, bei einem Drei-Nationen-Turnier in Simbabwe. In seinem zweiten Spiel gegen den Gastgeber erreichte er mit 101 Runs aus 120 Bällen sein erstes Century und wurde als Spieler des Spiels ausgezeichnet. Im nationalen Cricket führte er dann Barbados mit Centuries im Halbfinale und Finale zum Gewinn der WICB Regional Super50 2016/17. Im April 2017 reiste Pakistan in die West Indies und Hope erzielte in den Tests (90 Runs) und den ODIs (71 Runs) jeweils ein Fifty. Im Sommer konnte er in der ODI-Serie gegen Indien zwei Half-Centuries (81 und 51 Runs) erreichen. Daraufhin reiste er mit dem Team nach England. Dort gelangen ihm im zweiten Test mit 147 Runs aus 253 Bällen und 118 Runs aus 211 Bällen zwei Centuries und er wurde als Spieler des Spiels ausgezeichnet. Im dritten Test folgte dann noch mal ein Fifty über 62 Runs und in der ODI-Serie ebenfalls ein Fifty über 72 Runs.
Zu Beginn der Saison 2017/18 folgte ein Fifty über 90* Runs in der Test-Serie in Simbabwe. Sein Debüt im Twenty20-Cricket absolvierte er im Dezember 2017 in Neuseeland. Beim ICC Cricket World Cup Qualifier 2018 erreichte er unter anderem gegen Simbabwe ein Fifty über 76 Runs. Für seine Leistungen im Vorjahr wurde er im April dann als einer der fünf Wisden Cricketers of the Year ausgezeichnet. Im Sommer 2018 erreichte er gegen Bangladesch in den Tests (67 Runs) und ODIs (64 Runs) jeweils ein Fifty. Im Oktober 2018 reiste er mit dem Team nach Indien und konnte dort in der ODI-Serie im zweiten Spiel ein Century über 123* Runs aus 134 Bällen erreichen, womit er dafür sorgte, dass das Spiel als Unentschieden endete. Im dritten Spiel der Serie folgte dann noch mal ein Fifty über 95 Runs. In Bangladesch im Dezember 2018 erzielte er im zweiten ODI ein Century über 146* Runs aus 144 Bällen. Im dritten Spiel konnte er dann ein weiteres Century über 108* Runs aus 131 Bällen erreichen, konnte jedoch, nachdem ihn im letzten Over ein Ball am Kopf traf, nicht mehr als Feldspieler auflaufen. Dennoch wurde er als Spieler der Serie ausgezeichnet. In der anschließenden Twenty20-Serie folgte dann nochmal ein Fifty (55 Runs). Zum Abschluss der Saison erreichte er dann gegen England jeweils ein Fifty in der Test- (57 Runs) und ODI-Serie (64 Runs).

### Wichtiger Schlagmann im ODI-Team
Im Sommer 2019 war er der herausragende Schlagmann der West Indies. Dies begann mit einem Drei-Nationen-Turnier in Irland. Gegen den Gastgeber erzielte er mit 170 Runs aus 152 Bällen ein Century, was ihm in einer Partnerschaft über 365 Runs mit John Campbell gelang, was Rekord für die Eröffnungs-Partnerschaft war. Im zweiten Spiel gegen Bangladesch folgte ein weiteres mit 109 Runs aus 132 Bällen. Im weiteren Turnierverlauf gelangen ihm dann zwei weitere Fifties (87 und 74 Runs) gegen Bangladesch. Insgesamt wurde er dafür als Spieler der Serie ausgezeichnet. Beim Cricket World Cup 2019 konnte er dann gegen Australien (68 Runs), Bangladesch (96 Runs) und Afghanistan (77 Runs) jeweils ein Fifty erreichen. Damit war er hinter Nicholas Pooran der zweitbeste Schlagmann für die West Indies bei dem Turnier.
Im November 2019 konnte er gegen Afghanistan nach einem Fifty (77* Runs) ein Century über 109* Runs aus 145 Bällen erreichen. In der Twenty20-Serie der Tour erzielte er mit 52 Runs ein weiteres Half-Century. Daraufhin erzielte er in Indien mit 102* Runs aus 151 Bällen ein weiteres Century, dem mit 78 Runs im zweiten Spiel ein weiteres Fifty folgte. Im Februar 2020 konnte er in Sri Lanka ein Century über 115 Runs aus 140 Bällen und zwei weitere Fifties (51 und 71 Runs) erzielen. Im Sommer wurde er nach schlechten Schlagleistungen bei der Tour in England vorübergehend aus dem Test-Team gestrichen. Im ODI-Cricket konnte er weiter glänzen und so gelang ihm ein Jahr später, als Sri Lanka in die West Indies reiste, im ersten Spiel ein Century über 110 Runs, bevor zwei weitere Fifties (84 und 64 Runs) folgten. Dafür wurde er als Spieler der Serie ausgezeichnet.

### Bis heute
Im Januar 2022 erreichte er gegen Irland ein Fifty über 63 Runs. Im Sommer 2022 erzielte er in den Niederlanden (119* Runs aus 130 Bällen), in Pakistan (127 Runs aus 134 Bällen) und gegen Indien (115 Runs aus 135 Bällen) jeweils ein Century. Gegen Neuseeland folgte dann ein weiteres Fifty über 51 Runs.